# Stablo
Stablo ili drvo (lat. arbor) u botanici je svaka višegodišnja biljka, koja se sastoji od korijena, vidljivog drvenog debla i krošnje koju čine grane i lišće (iglice). Dijele se na vazdazeleno i listopadno drveće. Minimalna visina koja razlikuje stablo od grma obično je od 3 m do 6 m, ovisno o autoru. Neki autori smatraju, da stabla trebaju imati najmanje 10 cm promjera debla. Biljke koje ne ispunjavaju navedene uvjete obično se svrstava u grmlje. U usporedbi s većinom drugih biljaka, stabla su dugovječnija, neka žive i nekoliko tisuća godina, a mogu narasti do 115 m visine. Stabla su važan dio prirodnog krajolika, radi proizvodnje kisika, smanjenja količine ugljikova dioksida u atmosferi, služe kao izvor hrane, zaštite, rekreacije, sprečavanja erozije, i sl.
Javljaju se u nizu različitih redova i porodica biljaka. Razvijala su se zasebno u nepovezanim skupinama biljaka, kao rezultat različitih ekoloških prilika, što je klasičan primjer paralelnih evolucija. Uz procjenu od 100 000 vrsta drveća, broj vrsta drveća širom svijeta čini ukupno oko 25 % svih živih biljnih vrsta. Većina vrsta drveća raste u tropskim krajevima svijeta, a mnoga od tih područja botaničari još nisu istražili, što daje nepotpune podatke o raznolikosti vrsta.
Stabla rastu na prostorima koji pružaju dovoljno svjetlosti, topline i vode. Prema podatcima FAO-a 2000. godine, 30 % kopnene površine bilo je prekriveni šumom. U Hrvatskoj šume čine oko 35 % kopnene površine države. Šumsko drveće na jednom hektaru proizvodi 6-20 tona organskog materijala, što je najveća proizvodnja biomase na kopnu.[nedostaje izvor] Ukupna količina proizvedene drvne mase u svijetu 2005. godine iznosila je 422 gigatone.[nedostaje izvor] Budući da se oko polovice drvne tvari sastoji od ugljika, šume su važne u pohrani ugljika i postizanju ravnoteže ugljičnog dioksida u Zemljinoj atmosferi.
Rast i metabolizam drveća podložni su unutarnjim (genetički određeni) i vanjskih čimbenicima (ekološki, klimatski i dr). Drveće ima razdoblje mirovanja i razdoblje vegetacijskog rasta i razvoja. Početak i kraj vegetacijskog razdoblja razlikuje se ovisno o vrsti drveća, duljini dana i noći, dostupnosti vode i sl. Rast kontroliraju biljni hormoni (fitohormoni). Stabla su u mogućnosti prilagoditi se promjenjivim uvjetima u prirodi. U vrijeme mirovanja, drveće smanjuje svoju aktivnost na najmanju mjeru. Na početku vegetacijskog razdoblja, otvaraju se pupovi i započinje daljnji rast i razvoj.

## Morfologija
Osnovni dijelovi stabla su: korijen, deblo i krošnja. Deblo se sastoji od srčike, primarnog i sekundarnog ksilema te primarnih i sekundarnih zraka srčike. Izvana je obavijeno korom. Deblo je najvažniji dio stabla, koji se može iskoristiti u gospodarske svrhe.
Drveće se može grupirati u egzogeno i endogeno s obzirom na način rasta i povećanja promjera. Egzogena stabla, među koja se ubrajaju velika većina stabala (sva crnogorica i gotovo sva bjelogorica), rastu dodavanjem novih godova prema van, odmah ispod kore u obliku koncentričnih krugova. Endogena stabala, (npr. palme, također i kaktusi koji ne spadaju u drveće), rastu prema unutra. Pomoću godova može se odrediti starost stabla i pratiti kako je tekao rast u pojedinoj godini. Time se bavi dendrokronologija. Kod velike većine tropskih vrsta drveća ne može se odrediti točna starost na ovaj način, kao ni kod endogenih stabala.
Anatomska građa stabla, proučava se na karakterističnim prerezima (presjecima). Postoje tri takva presjeka:
poprečni, uzdužni radijalni i uzdužni tangentni.
Korijen stabla pruža stabilnost za nadzemni dio, upija vodu i hranjive tvari iz tla. Najčešće raste prema dolje, ali raste i postrano ovisno o vrsti drveća i razmještaju hranjivih tvari i vode u tlu. U suhom tlu neće rasti ili će rasti sporo. Rast korijena iz apikalnog meristema je primarni rast. Sekundarni rast se događa u bočnim meristemima.
List kritosjemenjača sastoji se od plojke, baze, peteljke i palistića, koji se nalaze s obje strane baze peteljke.  Peteljka se nalazi u pazušcu lista. Sve te dijelove lista, nemaju sve vrste kritosjemenjača. Listovi četinjača obično su iglice, mogu biti kratke, kao kod tise (oko 1,5 cm) ili dugačke i do 25 cm, kao kod američkog borovca. Neke četinjače (kao što su tuja i čempres) umjesto iglica imaju listove u obliku ljuskica. Suvišne i štetne tvari stablo skladišti u lišću, koje pada u jesen kod listopadnog drveća. Kod crnogoričnog drveća, iglice padaju postepeno tijekom godine, a u vremenu od oko pet godina, crnogorično stablo zamijeni sve iglice novima. Otpalo lišće čini listinac, koji se postepeno razgrađuje i propada. Raspored grana u krošnji najčešće je onakav kakvim se postiže optimalna izloženost lišća sunčevoj svjetlosti. Svaka vrsta drveća ima karakteristično lišće pa se pomoću lišća utvrđuje o kojoj se vrsti drveća radi. Pri tome se gleda oblik, boja i veličina lišća i sl. Kao pomoć pri određivanju vrste drveća, osim lišća služe i pupovi, kora, izgled krošnje i sl. Botaničari su razvili bogatu terminologiju za opis karakteristika lišća, pupova, kore i dr. Stabla s najdužim lišćem su palme, čije je lišće dugo i do 9 metara.
Pup je nerazvijeni izdanak obavijen zaštitnim ljupastim listićima. Iz pupova se razvija izdanak. Mogu neko vrijeme mirovati pa se kasnije aktivirati. Vršni ili terminalni pup nalazi se na vrhu stabljike, a ostali su postrani ili lateralni pupovi. Ako vršni pup propadne, kod nekih vrsta, neki drugi pup preuzet će njegovu ulogu. Na stabljici mogu biti raspoređeni naizmijenično ili nasuprotno. Iz vegetativnih pupova razvit će se listovi, a iz reproduktivnih pupova uz listove, razvit će se i cvjetovi, a iz njih plodovi.
Cvijet kao preobraženi dio izdanka, nosi rasplodne organe biljaka i ima organe za primamljivanje kukaca, radi oprašivanja. Plod je reproduktivni organ kritosjemenjača, koji se nakon oplodnje razvija iz plodnice, a sastoji se od sjemenke i usplođa.
Kod golosjemenjača i kritosjemenjača, nakon oprašivanja (vjetrom, kukcima i sl.) i oplodnje nastaje sjeme. Ono je presudno za razmnožavanje drveća, za razliku od primitivnih biljaka kao što su paprati, mahovine i lišajevi, koji nemaju sjemenke, već druge načine razmnožavanja. Sjeme je pripomoglo, da se golosjemenjače i kritosjemenjače razmnože na velikim udaljenostima i da zauzmu velike površine kopna u toplim i hladnim podnebljima. Plodonošenje ili rađanje plodom (sjemenom) zavisi o mnogim faktorima: o unutrašnjim (biološkim) svojstvima biljke (vrsta, starost, periodicitet uroda), o vanjskim uvjetima (klima, tlo) i o socijalnom položaju (gustoća sadnje, klasa). Većina vrsta drveća i grmlja rađa sjemenom u prilično redovitim vremenskim intervalima.

## Evolucija
U geološkom razdoblju mladog devona (prije oko 415 milijuna godina), nije bilo vegetacije više od visine struka. Da bi dobile oblik stabla, rane biljke trebale su razviti drvenasto tkivo, koje će upijati vodu i služiti kao potporanj. Prve biljke koje su razvile drvenasto tkivo bile su paprati, a sredinom devona vrsta izumrle paprati Wattieza dosegla je visinu 8 metara i poprimila oblik stabla. U kasnom devonu, vrste iz izumrlog roda Archaeopteris dosegle su 30 metara, sličile su na stabla, a lišće im je bilo slično papratima. To su prve biljke, koje su razvile pravo drvo. Uskoro su se pojavile vrste iz roda Lepidodendron koje su rasle i do 50 metara u visinu i 2 metra u širinu pri bazi. One dominiraju u naslagama ugljena iz kasnog devona i karbona. 
Imale su drvo slabe kvalitete s puno šupljina. U karbonu se javljaju vrste iz izumrlog roda Calamites, bliski srodnici današnjih preslica. Razvile su drvo i rasle do visine veće od 10 m, što nije slučaj s današnjim preslicama.
Danas su dvije dominantne divizije stabala: golosjemenjače i kritosjemenjače. Dugo se vjerovalo, da su kritosjemenjače nastale od golosjemenjača, ali nedavna molekularna istraživanja sugeriraju, da potječu iz dvije različite skupine. Obje skupine vjerojatno su nastale iz Pteridospermatophyta u geološkom razdoblju perma. Kritosjemenjače su imale malu zastupljenost do sredine geološkog razdoblja krede, nakon čega su postale dominantne vrste u šumama.

## Korisnost
Drveće je važan dio prirodnog krajolika, sprječava eroziju i odrone tla. Povoljno utječe na klimu u područjima, gdje su veliki šumski kompleksi. Drveće zadržava i čuva vodu u tlu, proizvodi kisik, a veže ugljični dioksid pa tako smanjuju emisije ugljičnog dioksida u atmosferi. Ima estetsku ulogu, koja je naročito važna u turizmu, npr. borova šuma uz more i plažu ima turističku vrijednost.
Mnoge vrste drveća koriste se kao ukrasne biljke u dvorištima, okućnicama, parkovima i na ulicama. Stablo pruža zaštitu od prekomjerne sunčeve svjetlosti i jakog vjetra. Drveće je glavni element parkova, botaničkih vrtova, arboretuma, a često i nacionalnih parkova. U Hrvatskoj, glavni razlog za proglašenje nekih nacionalnih parkova bilo je vrlo vrijedno šumsko drveće. To se prvenstveno odnosi na Risnjak i Sjeverni Velebit kao i na parkove prirode Medvednica, Velebit, Papuk, Učka i park prirode Žumberak – Samoborsko gorje. Drveće ima i zdravstenu, lječilišnu ulogu, stanište je za brojne životinje. Izvor je hrane, što se posebno odnosi na voće koje raste na drveću. Od šećernog javora dobiva se sirup, a od kaučukovca guma. U krajevima bogatim drvom izrađuju se drvene kuće, naročito u Sjevernoj Europi i Sjevernoj Americi. Drvo pruža toplinsku izolaciju bolju od betona ili čelika. Od drveća dobivaju se i tanin, balzami, lijekovi, biljne smole, eterična ulja, začini i dr. Oboreno drvo može se iskoristiti u gospodarske svrhe za izradu namještaja, kao drvna građa, furnir, iverica ili se koristiti za grijanje u obliku cjepanica, briketa ili piljevine.

## Rasprostranjenost
Stabla su rasprostranjena na gotovo cijeloj kopnenoj površini Zemlje. Ne rastu jedino u vrlo ekstremnim područjima poput trajno zaleđenih prostora, pustinja (izuzev oaza), u predjelima izrazito visoke nadmorske visine iznad crte pojavljivanja stabala i sl.
Pojedine vrste drveća imaju vrlo široko područje prirodnog rasprostiranja i rastu na više kontinenata poput crnog bora, koji raste u južnoj Europi, sjeverozapadnoj Africi i Maloj Aziji. Postoje i endemske vrste drveća koje se u prirodi pojavljuju samo na jednom ili nekoliko područja i negdje drugdje. Australski stribor jedna je najrjeđih živućih vrsta, u divljini raste samo na tri mala lokaliteta. Relikti su vrste, koje su u prošlosti obitavale na širokom području, ali im je zbog klimatskih promjena znatno smanjen areal. Reliktne vrste drveća su: Pančićeva omorika, araukarija, likvidambar i dr.
Tropske kišne šume bogate su velikim brojem raznih vrsta drveća, dok u području tundre i drugim nepovoljnijim područjima za rast drveća, raste jako mali broj vrsta drveća. Pojavljivanje drveća na određenom području ovisi o dostupnosti vode, vrsti terena, temperaturi i sl. U središtu prirodnog područja rasprostiranja rastu najzdravija i najrazvijenija stabla. Na rubovima prirodnog pojavljivanja vrste, stabla su slabije razvijena i podložnija bolestima.
Veći broj bioma definirano je drvećem koje ih nastanjuje, kao što su: širokolisne i mješovite šume umjerenih predjela, tajga, crnogorične šume umjerenog pojasa, tropske i subtropske četinarske šume, mediteranske šume i šikare, tropske i subtropske vlažne širokolisne šume, tropske i subtropske suhe širokolisne šume itd.
Mala grupa stabala koja raste zajedno čini šumarak, a krajolik pokriven velikim brojem gustorastućih stabala zove se šuma. Prašuma je tip vegetacije kojim se nazivaju one šume, koje su se od svog nastanka razvijala uz malo (sekundarne) ili bez utjecaja čovjeka (primarne), odnosno nastale su djelovanjem prirode.

## Oštećenja stabala
Dva su izvora oštećenja stabala: biotski, uzrokovan živim bićima ili abiotski od neživih utjecaja. Biotski izvori oštećenja su npr.: kukci koji jedu lišće, divljač koja oštećuje koru, zatim štetne gljive, štetno djelovanje čovjeka i dr. Abiotski izvori oštećenja su: munje, nepovoljni ekološki uvjeti i sl.
Šumarski stručnjaci rade procjene oštećenosti i ugroženosti stabala. Procjenjuje se intezitet, opseg i trajanje oštećenja. U vrijeme mirovanja vegetacije, teže je uočiti oštećenja stabala. Često puta drveće ne pokazuju odmah simptome oštećenja, nego ponekad tek nakon 24 mjeseci ili duže nakon što je došlo do oštećenja.
Vrste drveća različito su otporne na oštećenja. Pojedine vrste drveća otporne su na gradska zagađenja pa se sade i tamo gdje je zagađen zrak poput: platana, običnog bagrema, ginkga, katalpe i dr.
Stabla masovno nestaju s površine Zemlje procesom deforestacije. Površina tropskih šuma smanjuje se zbog šumskih požara, uzrokovanih ljudskom nepažnjom ili nastalih namjerno, kako bi se oslobodio prostor za poljoprivredne kulture, koje daju veće gospodarske rezultate u kratkom roku, npr. za pašu stoke ili za uzgoj soje. Negativne posljedice su: gubitak staništa za razne vrste životinja i biljaka, erozija, isušivanje tla djelovanjem vjetra i sl. Izlaz je u racionalnom iskorištavanju šuma i pošumljavanju.

## Rekordna stabla

### Najviša stabla
Visine najviših stabala na svijetu predmet su spora i pretjerivanja. Mjerenja s novim pouzdanim instrumentima kao što je laserski daljinomjer, pokazala su, da su bila odstupanja kod nekih prijašnjih mjerenja od 5 do 15% iznad stvarne visine. Povijesni spisi u kojima se tvrdilo, da su neka stabla bila visoka 130 ili čak 150 metara, danas se smatraju nepouzdanim te se odbacuju.
Popis stabala koja su prihvaćena kao deset najviših:
- 1. Obalna sekvoja (lat. Sequoia sempervirens): 115.56 m, Nacionalni park Sequoia, Kalifornija, Sjedinjene Američke Države[14]
- 2. Eukaliptus (lat. Eucalyptus regnans): 99.6 m, južno od Hobarta, Tasmanija, Australija[15]
- 3. Obična američka duglazija (lat. Pseudotsuga menziesii): 99.4 m, Brummit Creek, Oregon, Sjedinjene Američke Države[16]
- 4. Sitkanska smreka (lat. Picea sitchensis): 96.7 m, Park „Prairie Creek State Redwoods Park“, Kalifornija, Sjedinjene Američke Države[17]
- 5. Golemi mamutovac (lat. Sequoiadendron giganteum): 94.9 m, Nacionalni park Kings Canyon, Kalifornija, Sjedinjene Američke Države[18]
- 6. Plavi eukaliptus (lat. Eucalyptus globulus): 90.7 m, Tasmanija, Australija[19]
- 7. Uskolisni eukaliptus (lat. Eucalyptus viminalis): 89 m, Tasmanija, Australija
- 8. Shorea faguetiana: 88,3 m  Nacionalni park Tawau Hills, na otoku Borneo, Malezija[20]
- 9. Eukaliptus (lat. Eucalyptus delegatensis): 87.9 m, Tasmanija, Australija
- 10. Plemenita jela (lat. Abies procera): 87.5 m, Nacionalni vulkanski spomenik Mount Saint Helens, Washington, Sjedinjene Američke Države[21]

### Stabla najvećeg opsega
Opseg stabla obično se lakše mjeri od visine stabla. Unatoč tome, moguće su pogreške u mjerenju. Opseg se mjeri pomoću mjerne vrpce na prsnoj visini (1.3 m iznad tla), dok se promjer ukrasnog drveća obično mjeri na 1.5 m iznad tla. U većini slučajeva to čini malu razliku u mjerenju opsega. U novije vrijeme umjesto opsega češće se mjeri prsni promjer stabla.
Teško je točno izmjeriti opseg i promjer stabala, koja imaju koru s puno brazda (uleknuća). To je posebno karakteristične za mnoge vrste drveća u  prašumama. Opseg se ne smije uključiti prazan prostor između brazda. Dodatni problem kod mjerenja opsega i promjera kod baobaba jest što ova stabla pohranjuju velike količine vode u drvetu. To dovodi do promjena u opsegu tijekom godine (iako ne više od oko 2,5%). Opseg je najveći na kraju kišne sezone, a najmanji na kraju suhe sezone.
Stabla najvećeg opsega po vrstama su:
- 1. Gorostasni baobab (lat. Adansonia digitata): 15.9 m, (mjereno u blizini tla), Provincija Limpopo Južna Afrika.[25] Ovo stablo je raskoljeno u studenom 2009., pa je sada baobab s najvećim opsegom od 10.64 m iz Južne Afrike.
- 2. Meksički taksodij (lat. Taxodium mucronatum): 11.62 m, Arbol del Tule, Santa Maria del Tule, Oaxaca, Meksiko.[26]
- 3. Golemi mamutovac (lat. Sequoiadendron giganteum): 8.85 m, Kalifornija, Sjedinjene Američke Države[27]
- 4. Obalna sekvoja (lat.  Sequoia sempervirens ): 7.9 m, Nacionalni park Sequoia, Kalifornija, Sjedinjene Američke Države.
- 5. Eukaliptus (lat. Eukaliptus obliqua): 6.72 m, Australija
- 6. Eukaliptus (lat.  Eucalyptus regnans): 6.52 m, Australija
- 7. Golema tuja (lat. Thuja plicata): 5.99 m, Nacionalni park Olympic, Sjedinjene Američke Države
- 8. Sitkanska smreka (lat. Picea sitchensis): 5.39 m, Nacionalni park Olympic, Sjedinjene Američke Države
- 9. Patagonski trolist (lat. Fitzroya cupressoides): 5.0 m, Argentina

### Stabla najvećeg volumena
Stabla najvećeg volumena jako su visoka i velikog su opsega i promjera. Mjerenje volumena stabla je složeno, osobito ako se mjeri volumen svih grana te ako se mjeri i volumen korijena. Najčešće se mjeri samo volumen debla, a ostalo se mjeri jako rijetko.
Deset živućih vrsta za koje je izmjeren najveći volumen stabla do sada su:
- 1. Golemi mamutovac (lat. Sequoiadendron giganteum): 1.487 m³, stablo "General Sherman", Nacionalni park Sequoia, Sjedinjene Američke Države[28]
- 2. Obalna sekvoja (lat. Sequoia sempervirens): 1.203 m³, stablo "Posljednji monarh", Kalifornija, Sjedinjene Američke Države
- 3. Meksički taksodij (lat. Taxodium mucronatum): 750 m³, Meksiko
- 4. Golema tuja (lat. Thuja plicata): 500 m³, Nacionalni park Olympic, Sjedinjene Američke Države
- 5. Plavi eukaliptus (lat. Eucalyptus globulus): 368 m³, Australija[29]
- 6. Eukaliptus (lat.  Eucalyptus regnans): 360 m³, Australija
- 7. Obična američka duglazija (lat.  Pseudotsuga menziesii): 349 m³, Sjedinjene Američke Države
- 8. Sitkanska smreka (lat. Picea sitchensis): 337 m³, Sjedinjene Američke Države
- 9. Eukaliptus (lat.  Eukaliptus obliqua): 337 m³, Australija
- 10. Eukaliptus (lat. Eukaliptus delegatensis): 286 m³, Australija

### Najmanja stabla
Mnoga posve odrasla stabla mogu biti minijaturna, zbog nepovoljnih ekoloških faktora ili bolesti. Postoje i neke vrste drveća, kod kojih i zdravi, dobro uzgojeni primjerci narastu do visine od samo nekoliko centimetara.
Vrsta Lepidothamnus laxifolius, smatra se najmanjom četinjačom na svijetu.

### Najstarija stabla
Starost stabala određuje se pomoću godova, najčešće kada se posijeku. Točno određivanje starosti pomoću godova, moguće je samo za stabla koja rastu sezonski, što nije slučaj kod stabala koja rastu u tropskim krajevima. Teško je odrediti starost stabala, koja su šuplja i koja su u stadiju raspadanja. Za njih se starost određuje računski prema očekivanim stopama rasta, što nije potpuno pouzdano.
Najstarija stabla po vrstama su:
- 1. Pravi tisućljetni bor (lat. Pinus longaeva): 4844 godina[30]
- 2. Patagonski trolist (lat. Fitzroya cupressoides: 3622 godina
- 3. Golemi mamutovac (lat. Sequoiadendron giganteum): 3266 godina
- 4. Japanska kriptomerija (lat. Cryptomeria japonica): 3000 godina[31]
- 5. Lagarostrobos franklinii: 2500 godina

Među ostalim stablima za koje se vjeruje da su također vrlo stara su: tisa starosti oko 2000 godina i golema tuja te maslina s Maslinske gore u Jeruzalemu, koja je također stara oko 2000 godina. Vjeruje se, da postoji od Isusova vremena.
Najstarije stablo kritosjemenjača je sveta smokva (lat. Ficus religiosa) starosti 2293 godine iz Anuradhapure na Šri Lanki. To je ujedno i najstarije poznato stablo, koje je posadio čovjek. Najstarija živuća vrsta drveća je dvorežnjasti ginko, koji postoji već 160 milijuna godina.

### Rekordna stabla u Hrvatskoj
U dvorištu dječjeg vrtića "Maslina" u Kaštel Štafiliću nalazi se maslina stara više od 1500 godina. Obujam debla je 6 m, promjer krošnje 22 m, a visina 10 m.
Među najpoznatijim stablima u Hrvatskoj je Gupčeva lipa u Gornjoj Stubici. Starija je od 1573. godine, kada se dogodila Seljačka buna, ima visinu od 9 m, opseg njezina debla iznosi 4,90 m, a prsni promjer 1,57 m.
U Visokom kod Novog Marofa, nalazi se "Belina lipa" starija od 700 godina. Legende ju vezuju uz hrvatsko-ugarskog kralja Belu IV. i njegov bijeg pred Mongolima na Kalnik. Upisana je u Registar posebno zaštićenih objekata prirode 1966. godine. Te je godine lipa bila visoka 20 m s opsegom od 8,90 m te prsnim promjerom 2,82 m.
U šumi Kamenjak kraj Stubičkih Toplica nalazi se hrast "Galženjak". Opseg hrasta u prsnoj visini iznosi 3.83 cm, promjer 122 cm, a visina 17 m. Na spomenutome su stablu prema narodnoj predaji, obješeni mnogi ustanici Seljačke bune.
U arboretumu Trsteno kod Dubrovnika, nalaze se dva stabala orijenatalne platane stara više od 450 godina. Promjer debla u prsnoj visini je 4 m, opseg oko 12 m, a visina oko 50 m. Ubrajaju se među najdeblja stabla u Europi.
U slavonskoj šumi Prašnik kraj Okučana nalazi se oko 2000 stabala hrasta lužnjaka starih 300 i više godina.
U park šumi Golubinjak kraj Lokvi nalazi se "Kraljica šume", divovska jela starosti od preko 250 godina, visinom od 37 m i širine u promjeru od 140 cm.
Kraj mjesta Kosinjski Bakovac nalazi se najveće velebitsko stablo i najveća jela u Europi poznata kao "jela car". Visoka je 42,5 m a ima opseg 5,42 m. Njena posebnost je ta što su sve jele koje rastu oko nje „normalne“ visine i širine, a sama jela zaista izgleda kao car u okruženju malih jela.
U parku Maksimir u Zagrebu raste hrast lužnjak poznat kao "Dedek", starosti oko 600 godina. Nalazi se u blizini Mogile.

## Umjetnost oblikovanja

### Topiarij
Topiarij je hortikulturna tehnika oblikovanja živih višegodišnjih stabala i grmova u različite geometrijske, životinjske i druge oblike. Riječ potječe od latinske riječi za ukrasno uređivanje vrtova. Ima porijeklo iz vremena Rimljana. U vrijeme renesanse pojavljuje se u vrtovima europske elite. Najčešći su geometrijske oblici: kugle ili kocke, obelisci, piramide, zašiljene spirale i slično. Bili su popularni i prikazi ljudi, životinja i predmeta. Topiariji u Versaillesu bili su jednostavni. Američki stil izrade topiarija započeo je u Disneylandu oko 1962. godine. Walt Disney želio je vidjeti crtane likove u zabavnom parku u obliku topiarija. Ovaj stil temelji se na okviru od čelične žice, koji oblikuje izgled topiarija. Nastali su mnogi maštoviti prikazi, koji su utjecali na daljnje širenje popularnosti topijarija u SAD-u. Danas se većina vrtova i parkova s topiarijima nalazi u Engleskoj.
Biljke koje se koriste za topiarij su zimzelene, uglavnom drvenaste, imaju zbijene i kompaktne iglice ili lišće. Najčešće vrste su: šimšir (lat. Buxus sempervirens), razne vrste tuja (lat. 'Thuja), lovor (lat. Laurus nobilis), božika (lat. Ilex), mirta (lat. Myrtus), tisa (lat. Taxus baccata) i kalina (lat. Ligustrum). Osnovni alat za oblikovanje su: škare i žica.
Živica je jednostavan oblik topiarija, služi kao ograda i granica nekog prostora.

### Bonsai
Bonsai je umjetnost uzgoja minijaturnih stabala i grmova. Ne zahtijeva genetske mutacije drveća, nego se radi o uzgoju malih stabala iz sjemena, zakorjenice, preoblikovanjem lončanice iz rasadnika ili vađenjem pogodnog primjerka iz prirode. Koriste se tehnike uzgoja poput obrezivanja, smanjenja korijena, hermetizacije, defolijacije i cijepljenja za proizvodnju malih stabala koja oponašaju oblik i izgled odraslih stabala.
Svrha bonsaija je prvenstveno opuštanje i meditacija te za razliku od drugih uzgojenih biljaka, bonsai nije namijenjen za proizvodnju hrane, medicinu ili kao parkovno i dvorišno drveće. Sam uzgoj zahtjeva mnogo njege i pozornosti, ali kao nagradu donosi mirnoću uma, osjećaj osvježenja i unutrašnju smirenost. Uzgajanje iz sjemenke je svakako najdugotrajniji način. Prvi rezultati se vide tek nakon 10-ak godina.
Najstariji pisani dokument o bonsaima pronađen je u grobnici princa Zhang Huai-a, koji je umro 706. g. za vrijeme dinastije Tang. Kroz 11. i 12. stoljeće, Kina je izvršila znatan kulturni utjecaj na okolne zemlje, posebno Japan, preko umjetnosti i filozofije. Za prenošenje bonsaija u Japan i širenje među japanskom aristokracijom, samurajima, najzaslužniji su Zen redovnici. Tek u 14. stoljeću, bonsai postaje dio japanske kulture. U 18. stoljeću, bonsai je na svom vrhuncu i vrlo je cijenjen. Pojedine tehnike su se ritualizirale, a smještaj grana i debla određen je strogim pravilima. Iz Japana bonsai se proširio na Zapad krajem 19. stoljeća. Velike izložbe bonsaija održane su u Parizu i Londonu. Pretvorio se je u poznatu i priznatu hortikulturnu umjetnost širom svijeta.

## Mitologija i religija
Stabla su imala važnu ulogu u mnogim svjetskim mitologijama i religijama te su im pridodana duboka i sveta značenja tijekom stoljeća. Ljudi su promatrali životni ciklus stabala, rast i odumiranje, sposobnost preživljavanja, osjetljivost i godišnja propadanja i oživljavanja. Stoga su stabla simboli rasta, propadanja i uskrsnuća. Najstariji međukulturalni simbolički prikaz svemira bio je prikazan preko stabla.
Drvo života je ima važno mjesto u mnogim mitologijama. Različiti oblici drva života pojavljuju se u folkloru, kulturi i književnosti, često se odnose na besmrtnost i plodnost. 
U hinduizmu važno mjesto ima sveta smokva (lat. Ficus religiosa), sadi se uz hramove. U kršćanskom svijetu za Božić se ukrašava božićno drvce, najčešće smreke i jele. Na samom početku Biblije u Knjizi Postanka spominje se stablo spoznaje dobra i zla. Bog je prvim ljudima Adamu i Evi zabranio, da jedu plodove s toga stabla. Oni nisu poslušali pa su protjerani iz raja zemaljskog.
Stabla su važna u svijetu druida. Sam pojam "druid" vjerojatno potječe od keltske riječi za hrast.

## Galerija
- Magnolija u Njemačkoj.
- Žalosna vrba
- Alepski bor starosti 9 mjeseci.
- Plodovi pitomog kestena.
- Drveće u parku u San Franciscu.
- Planine u Kanadi.
- Europski ariš u Italiji.
- Aloe dichotoma u Namibiji.
- Lišće i plodovi hrasta lužnjaka.
- Slika Paula Signaca: Bor u Saint Tropezu
- Plodovi i lišće američkog likvidambra.
- Mimozasti palisandar u Zimbabveu.
- Presjek drva obične američke duglazije.
- Stabla obične smreke.
- Lišće gorskog javora.
- Lišće i plodovi brekinje.
- Stabla u Perivoju Zrinskih u Čakovcu na jesen.